# بورش بوكستر
بورش بوكستر (بالإنجليزية: Porsche Boxster)‏هي سيارة رياضية يتم إنتاجها من قبل شركة بورش.